# Спенсер (Западная Виргиния)
Спенсер (англ. Spencer) — город в штате Западная Виргиния, США. Он является административным центром округа Рон. В 2010 году в городе проживало 2322 человека.

## Географическое положение
Спенсер находится в центре штата Западная Виргиния и является административным центром округа Рон. Полная площадь города — 3,32 км², из которых 3,26 км² — земля и 0,05 км² — вода. Спенсер находится на шоссе 33 между Рипли (на I-77) и Уэстоном (на I-79). 

### Климат
По классификации климатов Кёппена климат Спенсер относится к субтропическому влажному. Климат города характеризуется относительно высокими температурами и равномерным распределением осадков в течение года. Летом он находится под влиянием влажного, морского воздуха с океана. Среднее годовое количество осадков — 1110 мм. Средняя температура в году — 11,9 °C, самый тёплый месяц — июль (средняя температура 23,1 °C), самый холодный — январь (средняя температура 0,5 °C).

## История
Город был назван в честь Спенсера Роана, известного юриста Виргинии. Первыми европейскими поселенцами на территории города были Сэмюэль Таннер и его семья и Джонатан Вольф, которые приехали в 1812 году. Они построили первую хижину, которая существовала до 1855 года. Город  получил городскую хартию 1858 году.

## Население
По данным переписи 2010 года население Спенсер составляло 2322 человека (из них 46,7 % мужчин и 53,3 % женщин), 1005 домашних хозяйств и 578 семей. Расовый состав: белые — 97,5 %, коренные американцы — 0,1 % и представители двух и более рас — 1,5 %.
Из 1005 домашних хозяйств 38,5 % представляли собой совместно проживающие супружеские пары (14,5 % с детьми младше 18 лет), в 13,6 % семей женщины проживали без мужей, в 5,4 % семей мужчины проживали без жён, 38,1 % не имели семьи. В среднем домашнее хозяйство ведут 2,25 человек, а средний размер семьи — 2,94 человека. Доля лиц старше 65 лет — 6,6 %. Средний возраст населения — 37,4 лет. В 2014 году медианный доход на семью оценивался в 29 077 $, на домашнее хозяйство — в 20 513 $.
Динамика численности населения:
|  |